# 臼杵市立都松小学校
臼杵市立都松小学校（うすきしりつ みやこまつしょうがっこう）は、かつて大分県臼杵市にあった公立小学校。都松幼稚園を併設していた。2011年3月に閉校した。

## 概要
国道502号沿いにあり、都松幼稚園を併設している。112年の歴史を持ち、1,911人の卒業生を送り出したが臼杵市立小学校の適正配置計画により閉校となった。

## 沿革
- 1898年 - 野津市尋常小学校から分離。都松尋常小学校となる。
- 1929年 - 新学制により都松小学校に改称。
- 1931年 - 野津町立都松小学校に改称。
- 1933年 - 新校舎落成
- 1955年 - 都松幼稚園を併設、開園。
- 1968年 - 校旗を制定。
- 2005年 - 臼杵市立都松小学校に改称。
- 2011年3月20日 - 閉校記念式典。

## 通学区域
大字老松、大字都原（赤迫を除く。）

## アクセス
- 鉄道：JR九州日豊本線上臼杵駅より車で約21分[2]

## 進学先中学校
- 臼杵市立野津中学校

## 出身有名人
- 廣田　上（2002年度卒）

## 参考資料
- 臼杵市 (2011), “112年の歴史に幕 都松小学校が閉校”, 広報うすき 77:  pp. 16-17, 22.